# معتمدية حي التضامن
معتمدية حي التضامن إحدى معتمديات الجمهورية التونسية، تابعة لولاية أريانة.

### مواضيع ذات علاقة
- ولاية أريانة.